# مدونای طلایی اسن

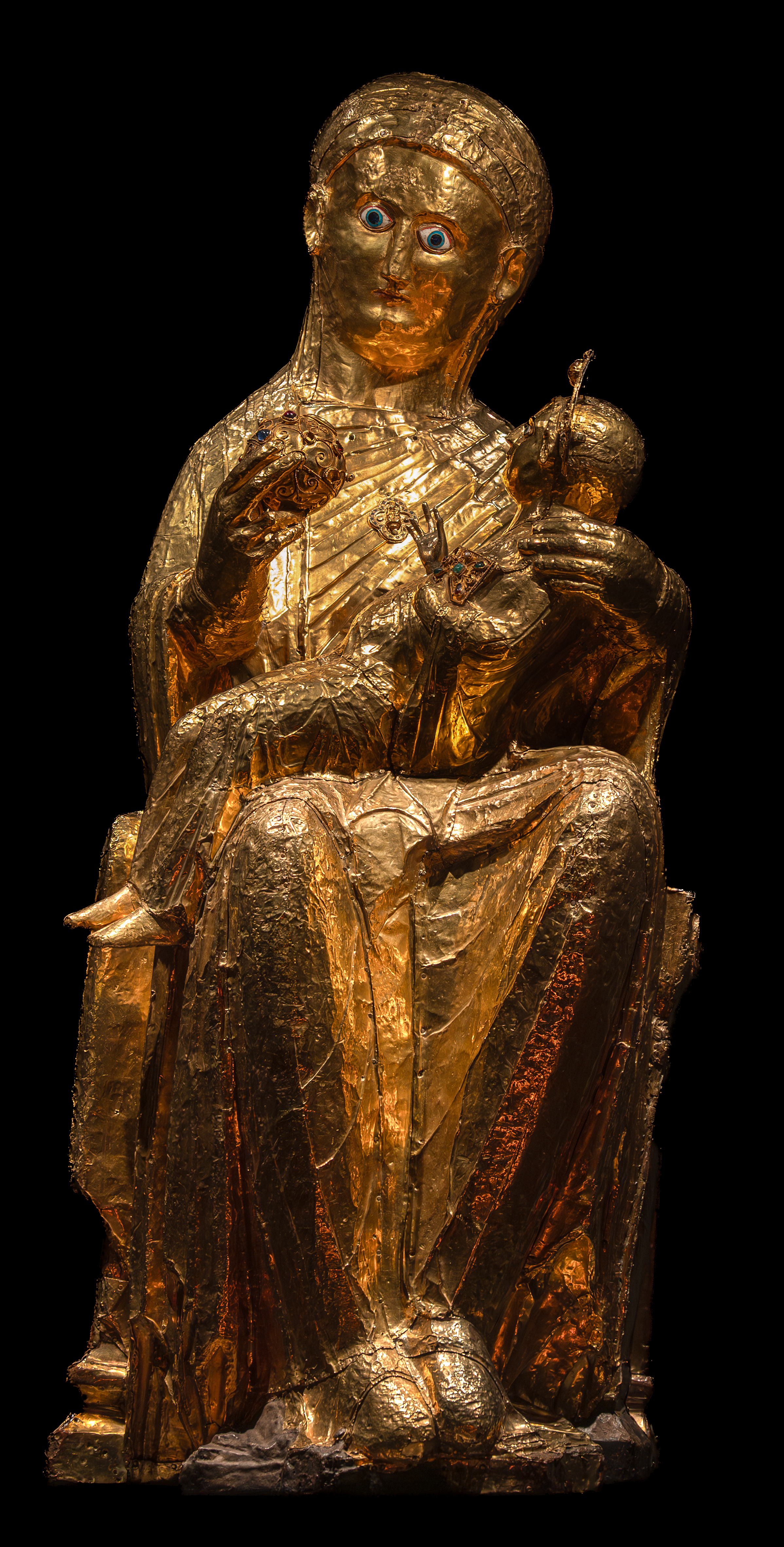
مدونای طلایی اسن (حدود ۹۸۰)

مدونا طلایی اسن یک مجسمه از مریم مقدس و نوزاد عیسی مسیح است. این مجسمه دارای یک هسته چوبی است که با لایه‌های نازک ورق طلایی پوشانده شده است. این اثر بخشی از گنجینه کلیسای جامع اسن، که قبلاً کلیسای صومعه اسن بوده است، می‌باشد و در نوردراین-وستفالن آلمان به نمایش گذاشته شده است.
ارتفاع این مجسمه ۷۴ سانتی‌متر (۲۹ اینچ) است و در پایه ۲۷ سانتی‌متر (۱۰.۶ اینچ) عرض دارد.
این مجسمه که تاریخ ساخت آن به حدود سال ۹۸۰ میلادی بازمی‌گردد، هم قدیمی‌ترین مجسمه شناخته‌شده از مدونا و هم قدیمی‌ترین مجسمه مستقل قرون وسطایی در شمال آلپ است. این اثر همچنین یکی از معدود شاهکارهای هنری باقی‌مانده از دوران اوتونیان است. 
تا به امروز، مدونا طلایی اسن به‌عنوان نمادی از هویت و احترام برای جمعیت منطقه روهر باقی مانده است. این مجسمه تنها نمونه کامل باقی‌مانده از فرمی رایج در میان کلیساها و صومعه‌های ثروتمند اروپای شمالی در قرون دهم و یازدهم میلادی است؛ برخی از این مجسمه‌ها اندازه طبیعی داشتند، به ویژه مجسمه‌های مربوط به تصلیب.

## تاریخ پیدایش
این مجسمه به سال ۹۸۰ میلادی برمی‌گردد و در زمان تصدی ماتیلده، نوه امپراتور اتو اول به عنوان رئیس صومعه صومعه اسن ساخته شده است. 
در دوران او و جانشینانش، صوفیه گاندرزهایم (۱۰۱۲–۱۰۳۹) و تئوفانو (۱۰۳۹–۱۰۵۸)، صومعه آثار هنری گران‌بهایی را که امروزه به عنوان ارزشمندترین بخش گنجینه اسن شناخته می‌شوند، به دست آورد.
خالق این مجسمه ناشناخته است، اما به طور کلی تصور می‌شود که یا در کلن یا هیلدسهایم ساخته شده باشد. هیلدسهایم میزبان یک مدونا کمی جوان‌تر از آنچه در اسن وجود دارد، است، در حالی که کلن به‌عنوان محل خالق اثر محتمل‌تر به نظر می‌رسد، زیرا چین‌های لباس مدونا شبیه به صلیب اتو و ماتیلده مربوط به سال ۹۸۲ میلادی است که بخشی از گنجینه اسن می‌باشد اما بدون شک توسط یک زرگر کلنی ساخته شده زیرا ویژگی‌های مشترکی با صلیب جرو در کلیسای جامع کلن دارد.

## توصیف
مریم بر روی یک چهارپایه نشسته است و مجسمه‌ای نسبتاً بزرگ‌تر از اندازه طبیعی کودک مسیح در دامان او قرار دارد. او یک تونیک تنگ و آستین‌بلند به تن دارد و یک عبای (پالا) کشیده شده روی شانه‌هایش دیده می‌شود. بر روی سر خود یک پوشیه دارد که انتهای آن با عبای او پوشانده شده است.
در دست راست خود، یک گوی را با انگشت شست و دو انگشت دیگر بالا گرفته و در حالی که با دست چپ خود کودک را در دامانش نگه می‌دارد. مجسمه کودک مسیح نیز یک ردای مخصوص روحانی به تن دارد و کتابی را با دست چپ بر سینه خود فشار می‌دهد.
هسته این مجسمه از یک تکه چوب واحد، احتمالاً از درخت سپیدار، تراشیده شده است، اگرچه تاریخ‌شناسان هنر در گذشته فرض می‌کردند که از چوب درخت گلابی، آلو یا زیرفون ساخته شده باشد.سطح مجسمه کاملاً با ورق‌های طلایی پوشانده شده است که ضخامت آنها کمتر از ۰.۲۵ میلی‌متر (۰.۰۱ اینچ) است و با پیچ‌های کوچک طلایی در جای خود نگه داشته شده‌اند. اندازه ورق‌های طلایی بسته به بافت سطح تغییر می‌کند. چهره‌های مادر و کودک هرکدام از یک ورق طلایی یکپارچه ساخته شده‌اند.
چشم‌های رنگی مجسمه‌ها از مینای کلاوازونه ساخته شده‌اند. درحالی‌که چشم‌های مریم در قالب‌های کنده‌کاری‌شده قرار گرفته‌اند، چشم‌های کودک فقط بر روی هسته چوبی چسبانده شده‌اند.دست راست کودک از نقره ریخته‌گری ساخته شده و در قرن چهاردهم به مجسمه افزوده شده است؛ دست راست اصلی گم شده است. آثار تزئینات اصلی قرن دهمی بر روی گوی در دست راست مریم، بر روی پای عقبی سمت راست چهارپایه و همچنین بر کتاب و هاله کودک باقی مانده است.گره‌چین که عقابی را نشان می‌دهد و به نظر می‌رسد که عبای مریم را میخکوب می‌کند، افزوده‌ای از اوایل قرن سیزدهم است؛ فیبولا در زیر آن دارای ویژگی‌های گوتیک بوده و به قرن چهاردهم بازمی‌گردد.